# Jardin botanique de l'université de Vilnius
Le Jardin botanique de Vilnius ou Jardin botanique de l'université de Vilnius (lituanien : Vilniaus universiteto botanikos sodas; latin : Hortus Botanicus Vilnensis Universitati ) est un jardin botanique et arboretum situé à Vilnius en Lituanie.
Avec une superficie de 198,85 hectares, il s'agit du plus grand jardin botanique de Lituanie. Il est géré et appartient à l'université de Vilnius et abrite 11 000 taxons.

## Histoire

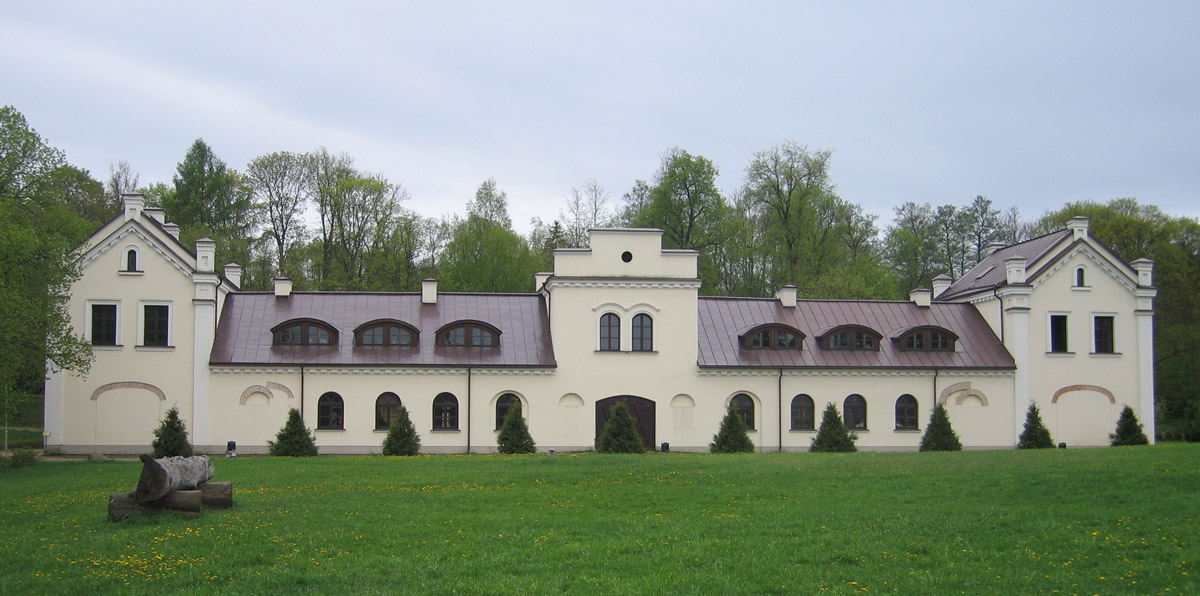

Le jardin botanique a été fondé en 1781 par le professeur Jean-Emmanuel Gilibert de l'université de Vilnius alors situé dans le grand-duché de Lituanie, membre de la république des Deux Nations.

## Collection
- 2 500 taxons dans le Département de dendrologie
- 3 000 taxons dans le Département de géographie et de systématique des plantes
- 3 200 taxons dans le Département de floriculture
- 300 taxons dans le Département de génétique des plantes
- 750 taxons dans le Département de pomologie
- 100 taxons dans le laboratoire de physiologie des plantes et de la culture de tissus isolés.